# Liste der Kulturdenkmale in Wellendingen
In der Liste der Kulturdenkmale in Wellendingen sind alle Bau- und Kunstdenkmale der Gemeinde Wellendingen und ihrer Teilorte verzeichnet, die im „Verzeichnis der unbeweglichen Bau- und Kunstdenkmale und der zu prüfenden Objekte“ des Landesamts für Denkmalpflege Baden-Württemberg verzeichnet sind.
Diese Liste ist nicht rechtsverbindlich. Eine rechtsverbindliche Auskunft ist lediglich auf Anfrage bei der Unteren Denkmalschutzbehörde des Landkreises Rottweil erhältlich.

## Allgemein
- Bild: Zeigt ein ausgewähltes Bild aus Commons, „Weitere Bilder“ verweist auf die Bilder im Medienarchiv Wikimedia Commons.
- Bezeichnung: Nennt den Namen, die Bezeichnung oder die Art des Kulturdenkmals.
- Lage: Straßenname und Hausnummer oder Flurstücknummer des Kulturdenkmals, gegebenenfalls auch den Ortsteil. Die Grundsortierung der Liste erfolgt nach dieser Adresse. Der Link (Karte) führt zu verschiedenen Kartendiensten mit der Position des Kulturdenkmals. Fehlt dieser Link, wurden die Koordinaten noch nicht eingetragen. Sind diese bekannt, können sie über ein Tool mit einer Kartenansicht einfach nachgetragen werden. In dieser Kartenansicht sind Kulturdenkmale ohne Koordinaten mit einem roten bzw. orangen Marker dargestellt und können durch Verschieben auf die richtige Position in der Karte mit Koordinaten versehen werden. Kulturdenkmale ohne Bild sind an einem blauen bzw. roten Marker erkennbar.
- Datierung: Baubeginn, Fertigstellung, Datum der Erstnennung oder grobe zeitliche Einordnung entsprechend des Eintrags in der zuständigen Denkmaldatenbank (Landesamt für Denkmalpflege Baden-Württemberg).
- Beschreibung: Kurzcharakteristik des Kulturdenkmals.

## Wellendingen
| Bild           | Bezeichnung                                                         | Lage                                                    | Datierung                                   | Beschreibung | ID |
| -------------- | ------------------------------------------------------------------- | ------------------------------------------------------- | ------------------------------------------- | ------------ | -- |
|                | Kelljörge-Kreuz                                                     | Wellendingen, bei Bahnhofstraße 12 (Karte)              | 20. Jh.                                     |              | BW |
|                | Quergeteiltes Einhaus                                               | Wellendingen, Bei der Kirche 4 (Karte)                  | 18. Jh.                                     |              | BW |
|                | Quergeteiltes Einhaus                                               | Wellendingen, Frittlinger Straße 3 (Karte)              | Um 1800                                     |              | BW |
|                | Quergeteiltes Einhaus                                               | Wellendingen, Frittlinger Straße 4 (Karte)              | Um 1800                                     |              | BW |
|                | Bergener Kreuz                                                      | Wellendingen, Fürselben (Karte)                         | 1874                                        |              | BW |
|                | Gasthaus zum Grünen Baum                                            | Wellendingen, Hauptstraße 1 (Karte)                     | Um 1850                                     |              | BW |
|                | Gasthaus Adler                                                      | Wellendingen, Hauptstraße 6 (Karte)                     | Ende 18./Anfang 19. Jh.                     |              |    |
| Weitere Bilder | Kath. Pfarrkirche St. Ulrich                                        | Wellendingen, Hauptstraße 16 (Karte)                    | 15. Jh                                      |              |    |
|                | Quergeteiltes Einhaus                                               | Wellendingen, Hauptstraße 24 (Karte)                    | 18. Jh.                                     |              | BW |
|                | Bauruinen der Arbeitstätte Zepfenhan des KZ-Außenlagers Schörzingen | Wellendingen, Hinter dem Eckerwald (Karte)              | 1944-45                                     |              | BW |
|                | Quergeteiltes Einhaus                                               | Wellendingen, Ledergasse 3 (Karte)                      | Anfang 19. Jh.                              |              | BW |
|                | Neufraer Kreuz/Guller-Kreuz                                         | Wellendingen, Lerchenbühl (Karte)                       | 1927                                        |              | BW |
|                | Wegkreuz                                                            | Wellendingen, bei Neufraer Straße 32 (Karte)            | 1910                                        |              | BW |
|                | Christl-Wilhelme-Kreuz/Baderkreuz                                   | Wellendingen, bei Neufraer Straße 48 (Karte)            | 2. Hälfte des 19. Jh./1. Hälfte des 20. Jh. |              | BW |
|                | Angstkreuz                                                          | Wellendingen, Obere Brunnenwiesen (Karte)               | 1903                                        |              | BW |
|                | Wegkreuz                                                            | Wellendingen, vor Rottweiler Straße 28 (Karte)          | 1875                                        |              | BW |
|                | Obere Mühle                                                         | Wellendingen, Sägegasse 21 (Karte)                      | 1807                                        |              | BW |
|                | Oberes Schloss                                                      | Wellendingen, Schlossplatz 1 (Karte)                    | 16. bis 19. Jh.                             |              |    |
|                | Gefallenendenkmal                                                   | Wellendingen, bei Schlossplatz 1 (Karte)                | 1922                                        |              | BW |
|                | Unteres Schloss                                                     | Wellendingen, Schlossplatz 2 (Karte)                    | Möglicherweise 16./17. Jh.                  |              | BW |
|                | Wegkreuz                                                            | Wellendingen, Schömberger Straße/Vor Weilenburg (Karte) | 2. Hälfte des 19. Jh.                       |              | BW |
|                | Gerbers Kreuz                                                       | Wellendingen, Weiherhalde (Karte)                       | Ende 19. Jh.                                |              | BW |
|                | Quergeteiltes Einhaus                                               | Wellendingen, Winkel 2 (Karte)                          | 18. Jh.                                     |              | BW |
|                | Marienkapelle                                                       | Wellendingen, Ziegelhütte 2 (Karte)                     | 1886                                        |              | BW |

## Wilflingen
| Bild | Bezeichnung           | Lage                                      | Datierung             | Beschreibung | ID |
| ---- | --------------------- | ----------------------------------------- | --------------------- | ------------ | -- |
|      | Friedhofskapelle      | Wilflingen, Bergstraße 14 (Karte)         | 1953                  |              | BW |
|      | Wegkreuz              | Wilflingen, Gosheimer Straße (Karte)      | 2. Hälfte des 19. Jh. |              | BW |
|      | Quergeteiltes Einhaus | Wilflingen, Schörzinger Straße 10 (Karte) | 18. Jh.               |              | BW |
|      | Schwedenkreuz         | Wilflingen, bei Steigstraße 8 (Karte)     | 16./17. Jh.           |              | BW |
|      | Wegkreuz              | Wilflingen, Zollernstraße (Karte)         | 1930                  |              | BW |